# تسوروتارو کاتائوکا
تسوروتارو کاتااوکا (انگلیسی: Tsurutaro Kataoka؛ زادهٔ ۲۱ دسامبر ۱۹۵۴) یک هنرپیشه اهل ژاپن است. وی از سال ۱۹۷۳ میلادی تاکنون مشغول فعالیت بوده‌ است.